# You Were Never Really Here
You Were Never Really Here  er en thriller fra 2017 instrueret af Lynne Ramsay og baseret på novellen af samme navn af Jonathan Ames med Joaquin Phoenix, Ekaterina Samsonov, Alex Manette og John Doman i hovedrollerne.

## Medvirkende
- Joaquin Phoenix som Joe
- Ekaterina Samsonov som Nina Votto
- Alex Manette som Senator Albert Votto
- John Doman som John McCleary
- Alessandro Nivola som Guvernør Williams
- Dante Pereira-Olson som Joe som barn
- Judith Roberts som Joes mor
- Vinicius Damasceno som Moises